# Nobody (песня Chief Keef)
«Nobody» (с англ. — «Никто») — песня американского рэпера Chief Keef при участии Канье Уэста. Она была выпущена 15 декабря 2014 года как первый и единственный сингл с одноимённого студийного альбома.

## Описание
«Nobody» сэмплирует песню Уилли Хатча «Brother's Gonna Work It Out». Куплет Уэста содержит тяжёлый автотюн.

## Выпуск
18 августа 2014 года Chief Keef поделился отрывком песни в Instagram. Обложка была выложена им же 2 сентября. Было анонсировано 22 ноября 2014, что песня будет выпущен 2 декабря и будет включён в одноимённый альбом Chief Keef (раннее ходили слухи, что «Nobody» является синглом с Bang 3). Песня вышла 15 декабря 2014 года.

### Обложка
2 сентября 2014 года Chief Keef показал обложку для песни. На ней изображены головы исполнителей бок о бок на чёрном фоне. На обложке у Chief Keef изображена пачка долларовых купюр
до уха.

## Критический приём
В журнале Vibe похвалили обоих исполнителей, они описали песню как «автоматически настроенные мелодии». Тем не менее, в издании Pitchfork похвалили только работу Chief Keef, называя его куплет «самым грубым и самым честным».